# Symeon Awad z Hasroun
Symeon Awad z Hasroun (ur. 1683 w Hasroun, zm. 12 lutego 1756) – duchowny katolicki Kościoła maronickiego, w latach 1743–1756 61. patriarcha tego Kościoła - "maronicki patriarcha Antiochii i całego Wschodu".